# The Greatest Hits
The Greatest Hits ist eine romantische Fantasy-Tragikomödie von Ned Benson. Im Film spielt Lucy Boynton eine junge Frau, die nach dem Tod ihres Partners mithilfe der Musik in eine Zeit zurückversetzt wird, in der er noch lebte. The Greatest Hits feierte im März 2024 beim South by Southwest Film Festival seine Premiere und wurde im April 2024 in das Programm von Hulu aufgenommen.

## Handlung
Nach dem Tod ihres Partners Max lebt Harriet allein in der abgedunkelten Wohnung. Als er noch lebte teilten sie viele glückliche Momente, unternahmen Roadtrips, waren in der Natur unterwegs und besuchten eine Reihe von Konzerten. Um seinen Tod zu verarbeiten, besucht sie regelmäßig eine Selbsthilfegruppe, die von Doktor Evelyn Bartlett geleitet wird. Zwischen ihr und David, der ebenfalls zu den Treffen kommt, entwickelt sich eine besondere Beziehung.
Als Harriet bemerkt, dass sie in die Vergangenheit zurückgezogen wird, wenn sie ein Lied hört, das sie und Max zuvor zusammen gehört haben, versucht sie, seinen Tod zu verhindern.

## Produktion

### Filmstab und Besetzung
Regie führte Ned Benson, der auch das Drehbuch schrieb. Sein Durchbruch gelang ihm mit dem Filmdrama Das Verschwinden der Eleanor Rigby mit Jessica Chastain und James McAvoy in den Hauptrollen, das 2014 bei den Filmfestspielen in Cannes seine Premiere feierte.

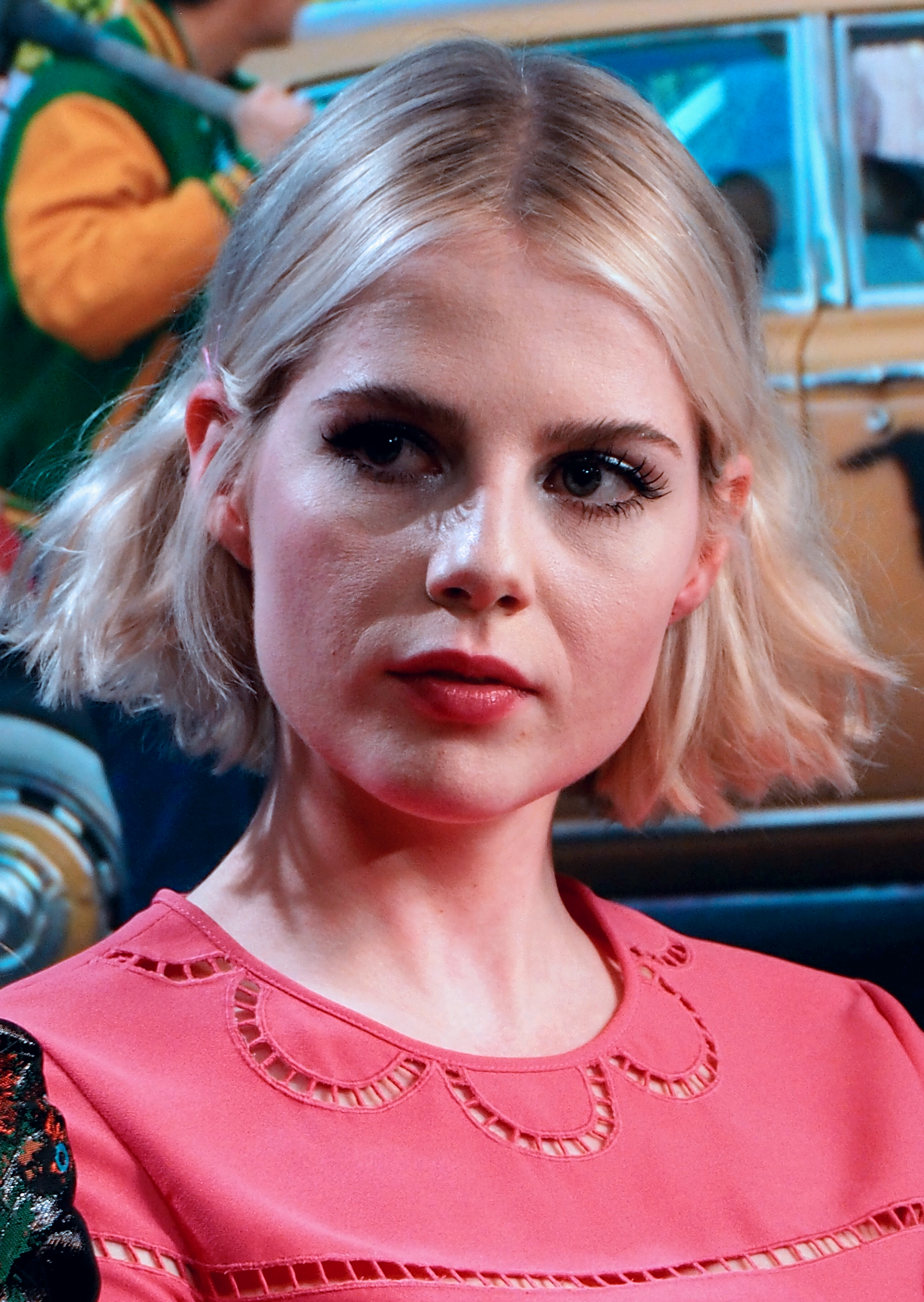
Lucy Boynton spielt Harriet

Die Britin Lucy Boynton spielt Harriet und der US-Amerikaner David Corenswet ihren verstorbenen Partner Max. Austin Crute spielt ihren verständnisvollen Freund Morris Martin Justin H. Min spielt David, ein Mitglied der Trauerbewältigungsgruppe. Die Schauspielerin Retta ist in der Rolle von Doktor Evelyn Bartlett zu sehen, die die Gruppe leitet.

### Dreharbeiten und Filmmusik
Der südkoreanische Kameramann Chung Chung-hoon war zuvor für Filme wie Krieg der Königreiche – Battlefield Heroes, New World – Zwischen den Fronten, Ich und Earl und das Mädchen, Edison – Ein Leben voller Licht und Hotel Artemis und zuletzt für die Miniserie Obi-Wan Kenobi und die Roald-Dahl-Verfilmung Wonka tätig. 
Die Filmmusik komponierte Ryan Lott aka Son Lux, mit dem Benson bereits für Das Verschwinden der Eleanor Rigby zusammenarbeitete. Das Soundtrack-Album mit 17 Stücken der Filmmusik soll am 12. April 2024 von Hollywood Records als Download veröffentlicht werden. Weiter verwendet der Film die Songs Loud Places von Jamie xx und einen Remix von Roxy Music von To Turn You On. Einige dieser Musikstücke sind auch auf dem zweiten Album enthalten, das am gleichen Tag auf Vinyl veröffentlicht werden soll und zudem das Lied Never Lost, mitgeschrieben und gesungen von Nelly Furtado, und weitere Songs von Beach House, Neil Frances, Tune-Yards, Peggy Lee und einigen anderen Künstlern enthält.

### Marketing und Veröffentlichung
Die Weltpremiere von The Greatest Hits fand am 14. März 2024 beim South by Southwest Film Festival statt. Kurz danach wurde der erste Trailer vorgestellt. Am 5. April 2024 kam der Film in ausgewählte US-Kinos. Am 12. April 2024 nahm der Streaminganbieter Hulu den Film in sein Programm auf.

## Rezeption
Die Kritiken fielen gemischt aus. Sowohl bei Rotten Tomatoes als auch bei Metacritic sind die Hälfte der erfassten Kritiken positiv.